# Іян Макшейн
Ієн Девід Мак-Шейн (англ. Ian David McShane; нар. 29 вересня 1942, Блекберн, Англія) — британський актор і режисер, володар «Золотого глобусу».

## Ранні роки
Мак-Шейн закінчив Королівську Академію Драматичного Мистецтва.

## Кар'єра
Після тридцятирічної відсутності, він знов повертається у Вест Енд, щоб дебютувати в ролі Деріала Ван Горна в мюзиклі «Іствікські відьми». За свою довгу акторську кар'єру, йому довелося працювати по обидві сторони Атлантики. І глядачі однаково захоплено вітали його і на сцені театру і на екранах кінозалів. Він грав в таких англійських театрах як «The Vaudeville», «The Arts Theatre», «the Palace Theatre», «The Fortune Theatre» і «The Haymarket». У Америці він грав в «Matrix Theatre» і в «Long Beach Theatre».
Серед найвідоміших «The Caretaker», «Whose life is it Anyway?», «A Month in the Country», «Wuthering Heights», «Jesus of Nazareth», «William Shakespeare», «The Pirate», «Disraeli», «The Grace Kelly Story», «Roots», «Dirty Money», «Babylon 5» і ін.

## Фільмографія
Мак-Шейн також є автором і продюсером двох відомих в США серіалів «The Loverjoy», «Madson» і двогодинної комедійної драми «Soul Survivors».
Знімався у фільмах «The Wild and the the Willing», «The Battle of Britain», «If it's Tuesday», «This Must be Belgium», «Tamlin», «villain», «Gypsy Girl» та ін.

### Фільми
| Рік  | Назва                                      | Оригінальна назва                           | Роль                   | Примітки               |
| ---- | ------------------------------------------ | ------------------------------------------- | ---------------------- | ---------------------- |
| 1962 | Дикі та охочі                              | The Wild and the Willing                    | Гаррі Браун            |                        |
| 1965 | Задоволення дівчат                         | The Pleasure Girls                          | Кіт Декстер            |                        |
| 1966 | Циганка                                    | Sky West and Crooked (Gypsy Girl)           | Ройбін                 |                        |
| 1969 | Якщо вівторок, то це має бути Бельгія      | If It's Tuesday, This Must Be Belgium       | Чарлі Картрайт         |                        |
| 1969 | Битва за Британію                          | Battle of Britain                           | Сержант Пілот Енді     |                        |
| 1970 | Кицю, кицю, я тебе кохаю                   | Pussycat, Pussycat, I Love You              | Фред Доббс             |                        |
| 1970 | Там-Лін                                    | Tam-Lin                                     | Том Лінн               |                        |
| 1971 | Найманець                                  | Freelance                                   | Мітч                   |                        |
| 1971 | Лиходій                                    | Villain                                     | Вульф Ліснер           |                        |
| 1972 | Сидяча мішень                              | Sitting Target                              | Берді Вільямс          |                        |
| 1973 | Останній круїз на яхті «Шейла»             | The Last of Sheila                          | Ентоні Вуд             |                        |
| 1974 | Викуп                                      | Ransom                                      | Рей Петрі              |                        |
| 1975 | Подорож у страх                            | Journey into Fear                           | Бенет                  |                        |
| 1979 | П'ятий мушкетер                            | The Fifth Musketeer                         | Фуке                   |                        |
| 1981 | Дешевше тримати її                         | Cheaper to Keep Her                         | Доктор Альфред Саншайн |                        |
| 1983 | На видноті                                 | Exposed                                     | Грег Міллер            |                        |
| 1985 | Випробування невинністю                    | Ordeal by Innocence                         | Філіп Дюрант           |                        |
| 1985 | Занадто страшно кричати                    | Too Scared to Scream                        | Вінсент Хардвік        |                        |
| 1985 | Факели                                     | Torchlight                                  | Сідней                 |                        |
| 2000 | Сексуальна бестія                          | Sexy Beast                                  | Тедді Басс             |                        |
| 2002 | Королева Боллівуда                         | Bollywood Queen                             | Френк                  |                        |
| 2003 | Агент Коді Бенкс                           | Agent Cody Banks                            | Брінкман               |                        |
| 2003 | Гра Відплати                               | Nemesis Game                                | Джефф Новак            |                        |
| 2005 | Дев'ять життів                             | Nine Lives                                  | Леррі                  |                        |
| 2006 | Сенсація                                   | Scoop                                       | Джо Стромбел           |                        |
| 2006 | Ми — одна команда                          | We Are Marshall                             | Пол Гріффен            |                        |
| 2007 | Род-каскадер                               | Hot Rod                                     | Френк Павелл           |                        |
| 2007 | Схід темряви                               | The Seeker: The Dark Is Rising              | Мерріман Ліон          |                        |
| 2007 | Золотий компас                             | The Golden Compass                          | Рагнар Стурлуссон      | голос                  |
| 2008 | Смертельні перегони                        | Death Race                                  | тренер                 |                        |
| 2009 | Справа № 39                                | Case 39                                     | детектив Майк Беррон   |                        |
| 2009 | 44-дюймовий сундук                         | 44 Inch Chest                               | Мередіт                |                        |
| 2010 | Учень чаклуна                              | The Sorcerer's Apprentice                   | Оповідач               | голос                  |
| 2011 | Пірати Карибського моря: На дивних берегах | Pirates of the Caribbean: On Stranger Tides | Чорна борода           |                        |
| 2012 | Білосніжка та мисливець                    | Snow White & the Huntsman                   | Біт                    |                        |
| 2013 | Джек — убивця велетнів                     | Jack the Giant Slayer                       | Король Брамвель        |                        |
| 2014 | Танцюй звідси!                             | Cuban Fury                                  | Рон Парфітт            |                        |
| 2014 | Геркулес                                   | Hercules                                    | Амфіарай               |                        |
| 2014 | Ель-Ніньйо                                 | El Nino                                     | англієць               |                        |
| 2014 | Джон Вік                                   | John Wick                                   | Вінстон                |                        |
| 2016 | Брати з Ґрімзбі                            | Grimsby                                     | керівник MI6           | в титрах не зазначений |
| 2016 | Порожня точка                              | The Hollow Point                            | Ліланд                 |                        |
| 2017 | Джон Уік 2                                 | John Wick: Chapter Two                      | Вінстон                |                        |
| 2017 | Поттерсвілль                               | Pottersville                                | Барт                   |                        |
| 2019 | Хеллбой                                    | Hellboy                                     | Професор Брум          |                        |
| 2019 | Болден!                                    | Bolden                                      | Суддя Перрі            |                        |
| 2019 | Джон Уік 3                                 | John Wick: Chapter 3 — Parabellum           | Вінстон                |                        |
| 2023 | Джон Вік 4                                 | John Wick: Chapter 4                        | Вінстон                |                        |
| 2024 | Американська зірка                         | American Star                               | Вілсон                 |                        |
| 2025 | Балерина                                   | Ballerina                                   | Вінстон                |                        |

### Мультфільми
| Рік  | Назва                     | Оригінальна назва          | Роль                   | Примітки |
| ---- | ------------------------- | -------------------------- | ---------------------- | -------- |
| 2007 | Шрек Третій               | Shrek the Third            | Капітан Гук            | голос    |
| 2008 | Панда Кунг-Фу             | Kung Fu Panda              | Тай Лун, сніговий барс | голос    |
| 2009 | Кораліна у Світі Кошмарів | Coraline                   | Сергій Бобінський      | голос    |
| 2015 | Білал                     | Bilal: A New Breed of Hero | Умая                   | голос    |
| 2018 | Обережно: Грамп!          | Here Comes the Grump       | Грамп                  | голос    |

### Серіали
| Рік       | Назва                               | Оригінальна назва                 | Роль                                      | Примітки                                      |
| --------- | ----------------------------------- | --------------------------------- | ----------------------------------------- | --------------------------------------------- |
| 1964      | Брати Саллаван                      | The Sullavan Brothers             | Девід Хеммінг                             | 1 епізод                                      |
| 1966      | Вам не виграти                      | You Can't Win                     | Джо Ланн                                  | 7 епізодів                                    |
| 1967      | Грозовий перевал                    | Wuthering Heights                 | Хиткліф                                   | 4 епізоди                                     |
| 1975      | Космос: 1999                        | Space: 1999                       | Антон Зореф                               | 1 епізод                                      |
| 1975      | Життя Дженні Долан                  | The Lives of Jenny Dolan          | Сондерс                                   | телевізійний фільм                            |
| 1977      | Коріння                             | Roots                             | Сер Ерік Рассел                           | 1 епізод                                      |
| 1977      | Фантастична подорож                 | The Fantastic Journey             | Сер Джеймс Кемден                         | 1 епізод                                      |
| 1977      | Ісус з Назарету                     | Jesus of Nazareth                 | Юда Іскаріот                              | 2 епізоди                                     |
| 1978      | Уілл Шекспір                        | Will Shakespeare                  | Крістофер Марлоу                          | 1 епізод                                      |
| 1978      | Дізраелі                            | Disraeli                          | Бенджамін Дізраелі                        | 4 епізоди                                     |
| 1978      | Пірат                               | The Pirate                        | Рашид                                     | телевізійний фільм                            |
| 1982      | Лист                                | The Letter                        | Джефф                                     | телевізійний фільм                            |
| 1983      | Розкрита суть                       | Bare Essence                      | Ніко Феофіл                               | 11 епізодів                                   |
| 1987      | Поліція Маямі                       | Miami Vice                        | Естебан Монтойя                           | Епізод: «Knock, Knock… Who's There?»          |
| 1989      | Даллас                              | Dallas                            | Дон Локвуд                                | 13 епізодів                                   |
| 2001      | Злодії                              | Thieves                           | Джек                                      | 1 епізод                                      |
| 2002      | Західне крило                       | The West Wing                     | Микола Іванович (російський переговорник) | 1 епізод                                      |
| 2002      | На глибині                          | In Deep                           | Джеймі Лемб                               | 2 епізоди                                     |
| 2002      | Чоловік і хлопчик                   | Man and Boy                       | Марті Манн                                | телевізійний фільм                            |
| 2003      | Довіра                              | Trust                             | Алан Купер-Фоззард                        | 6 епізодів                                    |
| 2003      | Сутінкова зона                      | The Twilight Zone                 | Чендлер                                   | 1 епізод                                      |
| 2004—2006 | Дедвуд                              | Deadwood                          | Аль Сверенген                             | 36 епізодів                                   |
| 2008      | Губка Боб Квадратні Штани           | SpongeBob SquarePants             | Гордон                                    | мультсеріал, голос, 1 епізод                  |
| 2009      | Королі                              | Kings                             | цар Сілас Беньямін                        | 13 епізодів                                   |
| 2010      | Стовпи землі                        | The Pillars of the Earth          | Валеран Бігод                             | 8 епізодів                                    |
| 2010      | Свято Кунг-фу Панди                 | Kung Fu Panda Holiday Special     | Тай Лун, сніговий барс                    | голос, телевізійний мультфільм                |
| 2012      | Американська історія жаху: Притулок | American Horror Story: Asylum     | Лі Емерсон                                | 2 епізоди                                     |
| 2015      | Рей Донован                         | Ray Donovan                       | Ендрю Фінні                               | 9 епізодів                                    |
| 2016      | Доктор Торн                         | Doctor Thorne                     | Сер Роджер Скетчерд                       | 3 епізоди                                     |
| 2016      | Гра престолів                       | Game of Thrones                   | Брат Рей                                  | 1 епізод                                      |
| 2017-2021 | Американські боги (телесеріал)      | American Gods                     | Містер Середа                             | одна з головних ролей                         |
| 2019      | Дедвуд: Фільм                       | Deadwood: The Movie               | Аль Сверенген                             | телевізійний фільм; також виконавчий продюсер |
| 2019      | Закон і порядок: Спеціальний корпус | Law & Order: Special Victims Unit | Сер Тобіас Мур                            | 1 епізод                                      |

### Відеоігри
| Рік  | Оригінальна назва | Роль    | Примітки |
| ---- | ----------------- | ------- | -------- |
| 2019 | John Wick Hex     | Вінстон | голос    |

## Нагороди і номінації
Був удостоєний нагороди як найкращий актор, а також став багатократним лауреатом премії Еммі за свої роботи на телебаченні.